# Сонячне вітрило

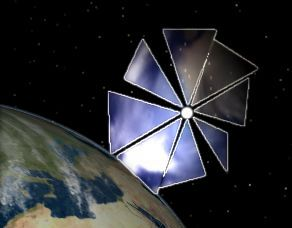
Сонячне вітрило на апараті Космос 1

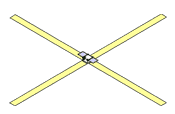

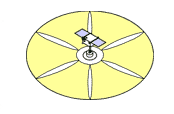

Со́нячне вітри́ло — пристрій, що використовує тиск сонячного світла чи лазера на дзеркальну поверхню для приведення в рух космічного апарата.
Слід розрізняти поняття «сонячне світло» (потік фотонів, саме воно використовується сонячним вітрилом) і «сонячний вітер» (потік елементарних частинок і йонів).
Ідея польотів у космосі з використанням сонячного вітрила виникла в 1920-ті роки в Росії і належить одному із піонерів ракетобудування Фрідріху Цандеру, який виходив з того, що частинки сонячного світла — фотони — мають імпульс і передають його будь-якій поверхні, що освітлюється, створюючи тиск. Тиск сонячного світла вперше виміряв російський фізик Петро Лебедєв в 1900 році.
Тиск сонячного світла надзвичайно малий (на Земній орбіті — близько 5·10−6 Н/м²) і зменшується пропорційно квадрату відстані від Сонця. Але соняче вітрило зовсім не потребує ракетного палива, і може діяти протягом майже необмеженого періоду часу, тому в деяких випадках його використання може бути привабливим. Ефект сонячного вітрила використовувався декілька раз для проведення малих корекцій орбіти космічних апаратів, в ролі вітрила використовувались сонячні батареї або радіатори системи терморегуляції. Але на сьогодні жоден із космічних апаратів не використовував сонячне вітрило як основний двигун.

## Сонячне вітрило в проєктах зорельотів
Сонячний вітрильник — найперспективніший і найреалістичніший на сьогодні варіант зорельота.
Перевагою сонячного вітрильника є відсутність палива на борту космічного апарата. Реактивний спосіб руху є важко здійсненним для міжзоряних подорожей. Для реактивного польоту до зірок необхідна величезна кількість палива. Це збільшує стартову масу зорельота і потребує збільшення потужності двигуна, що, своєю чергою, змушує збільшувати стартову масу реактивного зорельота. В результаті на долю корисного навантаження майже нічого не залишається.
Недоліком сонячного вітрильника є той факт, що за межами Сонячної системи тиск сонячного світла наближається до нуля. Тому існує проєкт розгону сонячного вітрильника лазерними установками з якого-небудь астероїда. Цей проєкт ставить завдання точного наведення лазерів на наддалеких відстанях і створення лазерних генераторів відповідної потужності.
Уже зараз можна збудувати міжзоряний зонд, що буде використовувати тиск сонячного вітру. За оцінками спеціалістів він розвине швидкість до 0,15 c (швидкості світла). З такою швидкістю до найближчої зірки зонд долетить за 30 років.
Існує два варіанти сонячних вітрильників: на тиску електромагнітних хвиль і на потоці частинок.

## Космічна регата

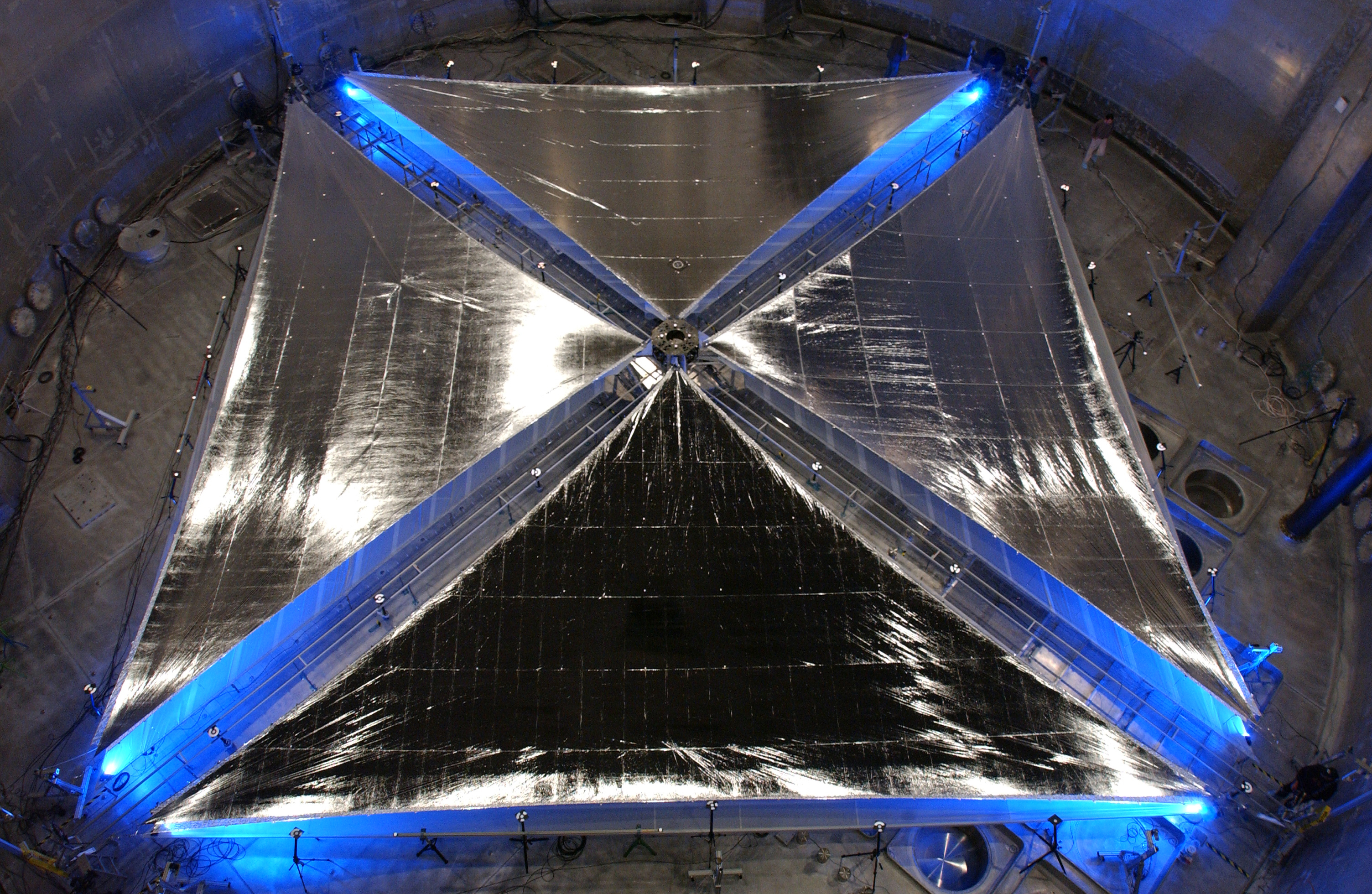
Сонячне вітрило діаметром 20 метрів, розроблене в NASA

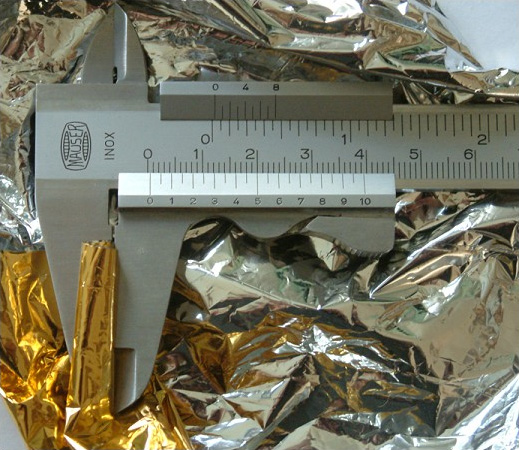
Товщина сонячного вітрила

В 1989 році ювілейною комісією Конгресу США на честь 500-річчя відкриття Америки було оголошено конкурс. Його ідея полягала у виведенні на орбіту декількох сонячних вітрильних кораблів, розроблених в різних країнах, і проведенні перегонів під вітрилами до Марса. Весь шлях планувалось пройти за 500 днів. Свої заявки на участь в конкурсі подали США, Канада, Велика Британія, Італія, Китай, Японія і Радянський Союз. Старт повинен був відбутися в 1992 році.
Претенденти на участь стали вибувати майже одразу, зіткнувшись з рядом проблем технічного та економічного плану. Розпад Радянського Союзу, однак, не призвів до припинення роботи над російським проєктом, який, на думку розробників, мав усі шанси на перемогу. Але регата була скасована через фінансові труднощі у ювілейної комісії (а можливо, через сукупність причин). Грандіозне шоу не відбулось. Але сонячне вітрило російського виробництва було створене (єдине зі всіх) спільно з НПО «Енергія» і ДКБА, і отримало першу премію конкурсу.

## Космічні апарати, що використовують сонячне вітрило
Перше розгортання сонячного вітрила в космосі було здійснено на російському кораблі «Прогрес» 4 лютого 1993 року в рамках проєкту «Знамя».
21 травня 2010 року Агентство аерокосмічних досліджень Японії (JAXA) запустило ракету-носій H-IIA, на борту якої знаходились космічний апарат IKAROS із сонячним вітрилом і метеорологічний апарат для вивчення атмосфери Венери. IKAROS було оснащено надтонкою мембраною розміром 14 на 14 метрів. За його допомогою пропонується досліджувати особливості руху апаратів з використанням сонячного світла. За словами агентства, на створення апарата витрачено $16 млн. Розгортання сонячного вітрила розпочалось 3 червня 2010 року, а 10 червня успішно завершилось. За кадрами, переданими з борту IKAROS, можна зробити висновок, що всі 200 квадратних метрів ультратонкого полотна розгорнулись успішно, а тонкоплівкові сонячні батареї почали виробляти енергію.
Зараз в Росії існує консорціум «Космічна регата», який провів декілька дослідів із сонячними відбивачами з метою освітлення районів нафто- і газодобування. Також існують проєкти виплавлення дзеркал на орбіті з астероїдом.

## Запропоновані проєкти та проєкти на стадії розробки

### Breakthrough Starshot
Breakthrough Starshot — інженерний проєкт по розробці міжзоряного космічного апарата для польоту до Альфи Центавра. Запропонований у 2016 році підприємцем Юрієм Мільнером та астрофізиком Стівеном Гокінгом. Автори проєкту першої міжзоряної місії пропонують пересувати вітрило за допомогою потужного випромінювання від лазерів, розташованих на Землі. Вважається, що швидкість пересування апарата може досягнути 15—20 % від швидкості світла. Наразі проєкт отримав початкове фінансування у розмірі $100 млн.

### Advanced Composite Solar Sail System
У квітні 2024 року NASA має намір розгорнути технологію сонячних вітрил наступного покоління, відому як Advanced Composite Solar Sail System (вдосконалена композитна система сонячних вітрил). Запуск системи Advanced Composite Solar Sail System (ACS3) здійснить революцію в космічних подорожах і розширить уявлення людства про космос. У рамках проєкту буде розгорнуто передовий дванадцятисекційний супутник CubeSat, оснащений інноваційними композитними стрілами, виготовленими з гнучких полімерних і вуглецевих волоконних матеріалів. Основна мета місії — продемонструвати успішне розгортання цих стріл. Після розгортання команда оцінить ефективність сонячного вітрила і проведе серію маневрів для коригування орбіти космічного апарата, закладаючи основу для майбутніх місій з більшими вітрилами.
23 квітня 2024 року, найсучасніший у світі космічний апарат ACS3 на сонячних вітрилах розпочав свій політ зі стартового комплексу в Махіа (Нова Зеландія). Космічний апарат ACS3 був одним з двох корисних навантажень місії Beginning Of The Swarm та був виведений на сонячно-синхронну орбіту на висоті 1000 км від Землі за допомогою ракети-носія Rocket Lab Electron. Розгортання 9-метрових сонячних вітрил площею 80 м² на низькій навколоземній орбіті зайняло близько 25 хв Дані, отримані під час місії сонячних вітрил NASA, будуть використані для вдосконалення дизайну вітрил, які можна буде масштабувати до 2000 м². У конструкції космічного апарата  ACS3 розміщено чотири ширококутні камери, які фіксуватимуть хід розгортання сонячних вітрил.
29 серпня 2024 року, о 13:33 за східним часом (5:33 UTC) команда місії отримала дані, які вказують на успішне випробування системи підйому вітрил. Таким чином, для повного розгортання сонячних вітрил на космічному апараті ACS3 знадобилося понад чотири місяці після запуску. За повідомленням NASA космічний корабель ACS3 буде підданий випробуванням протягом наступних кількох тижнів, в ході яких команда спостерігатиме за здатністю вітрила маневрувати в космосі. Відкоригувавши орбіту, дослідники зможуть дізнатися більше про те, як проєктувати та керувати майбутніми місіями, оснащеними сонячними вітрилами. В той же час, майже одразу після розгортання сонячних вітрил, спостереження за космічним апартом ACS3 показали, що він «перекидається або хитається» в космосі, що, можливо, вплинуло на траєкторію його руху навколо Землі.